# P2O5 (zespół muzyczny)
P2O5 – niemiecki rockowy zespół muzyczny, działający w latach 1970–1982.

## Historia
Zespół założyli w 1970 roku w bawarskim Wendelnstein klawiszowiec Wolfgang Burkhard, gitarzysta Rainer Hauser, wokalista i basista Helmut Hiebel i perkusista Eddie Lotter, którzy znali się ze szkoły średniej, a nazwę grupy wymyślili podczas lekcji chemii. Zespół zadebiutował wiosną 1971 roku na miejscowym rynku, wykonując m.in. swój pierwszy autorski utwór – balladę „Hangman”. Zespół w swoich występach stosował nieznane wcześniej elementy pirotechniki, płonące pochodnie i sztuczną mgłę, a także malował twarze. W tym okresie ustaliło się brzmienie grupy, o charakterze progresywnym. Do wzrostu popularności grupy przyczyniło się nowatorskie brzmienie zespołu, a także zajęcie drugiego miejsca w konkursie młodych talentów radiostacji Bayerischer Rundfunk.
W 1972 r. z zespołu odszedł Rainer Hauser, którego zastąpił Konny Hempel i chociaż Hauser dwa lata później chciał wrócić do zespołu, grupa zdecydowała się na kontynuowanie współpracy z Hempelem. W 1975 r. do zespołu dołączył nowy wokalista Werner Weiss. W 1976 r. zespół zdecydował się na rejestrację swoich utworów, jednak nastąpiło to dopiero w 1978 r. w norymberskiej wytwórni płytowej Brutkasten. Efektem tej sesji był wydany w 600 egzemplarzach album Vivat Progressio – Pereat Mundus (1978 r.).
Po 1980 roku odeszli kolejno Wolfgang Burkhard, Helmut Hiebel i Konny Hempel. W tej sytuacji Eddy Lotter zaangażował nowych muzyków i zaczął z nimi grać covery Black Sabbath i Judas Priest, ale latem 1982 r. zespół został rozwiązany.